# Erclin
L'Erclin est une rivière française du département du Nord et un affluent de l'Escaut.

## Géographie
La longueur de son cours d'eau est de 34,1 km. L'Erclin prend sa source à l'altitude 140 m à Maurois, au centre-ville près de la mairie, derrière l'église, et conflue avec le canal de l'Escaut à la limite des trois communes Iwuy, Thun-Saint-Martin, Thun-l'Évêque à l'altitude 35 m.

### Communes et cantons traversés
Dans le seul département du Nord, l'Erclin traverse 17 communes et 4 cantons :
- - dans le sens - Maurois (source), Reumont, Troisvilles, Inchy, Beaumont-en-Cambrésis, Béthencourt, Viesly, Quiévy, Saint-Hilaire-lez-Cambrai, Saint-Vaast-en-Cambrésis, Saint-Aubert, Avesnes-les-Aubert, Rieux-en-Cambrésis, Naves, Iwuy, Thun-Saint-Martin, Thun-l'Évêque (confluence).

Soit en termes de cantons, l'Erclin prend source dans le canton du Cateau-Cambrésis, traverse les canton de Carnières, canton de Solesmes et conflue sur le canton de Cambrai-Est.

## Affluents
L'Erclin a 4 affluents contributeurs référencés :
- le ruisseau d'entre deux villes, en rive droite (mais non vu sur géoportail[2] !), 1,3 km sur Honnechy et Maurois.
- le riot de Caudry, successivement appelé le Rio de Beauvois, puis le Riot du Pont à Vaques, en rive gauche, 11,2 km, sur les 6 communes[3] de Caudry (source), Beauvois-en-Cambrésis, Boussières-en-Cambrésis, Carnières, Avesnes-les-Aubert, Rieux-en-Cambrésis (embouchure), soit source dans le canton de Clary, traverse et conflue dans le canton de Carnières.
- le Navy, ou Petit Erclin[4] en rive gauche 1,7 km, sur Thun-Saint-Martin
- le Riot du Fay, en rive gauche, 1,3 km sur Troisvilles.

il faudrait rajouter le ruisseau du Matis, en rive droite, sur Saint-Vaast-en-Cambrésis.

## Hydrologie
La superficie du bassin drainé est de 160 km2.
Deux stations qualité des eaux de surface sont implantés, à Saint-Aubert et à Iwuy ou Thun-Saint-Martin.